# Cyrtopodium lissochiloides
Cyrtopodium lissochiloides là một loài thực vật có hoa trong họ Lan. Loài này được Hoehne & Schltr. mô tả khoa học đầu tiên năm 1921.

## Hình ảnh

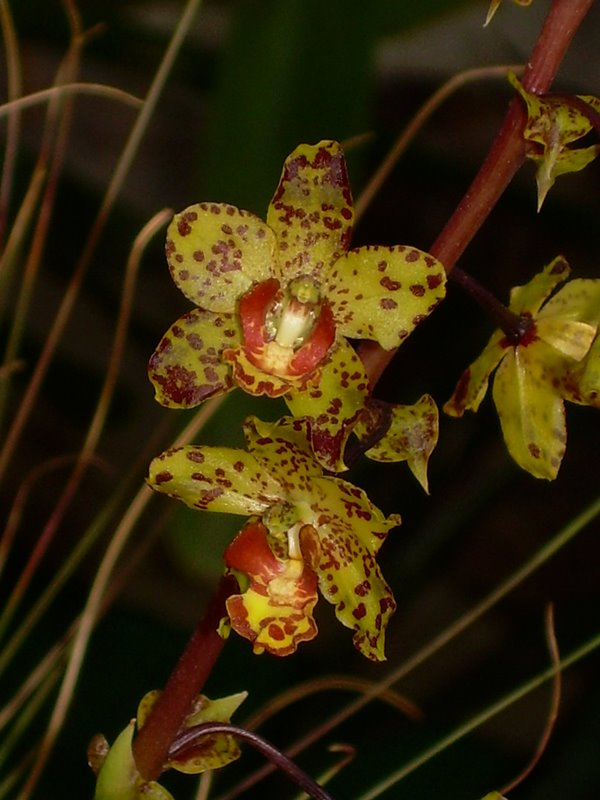